# Ghanta

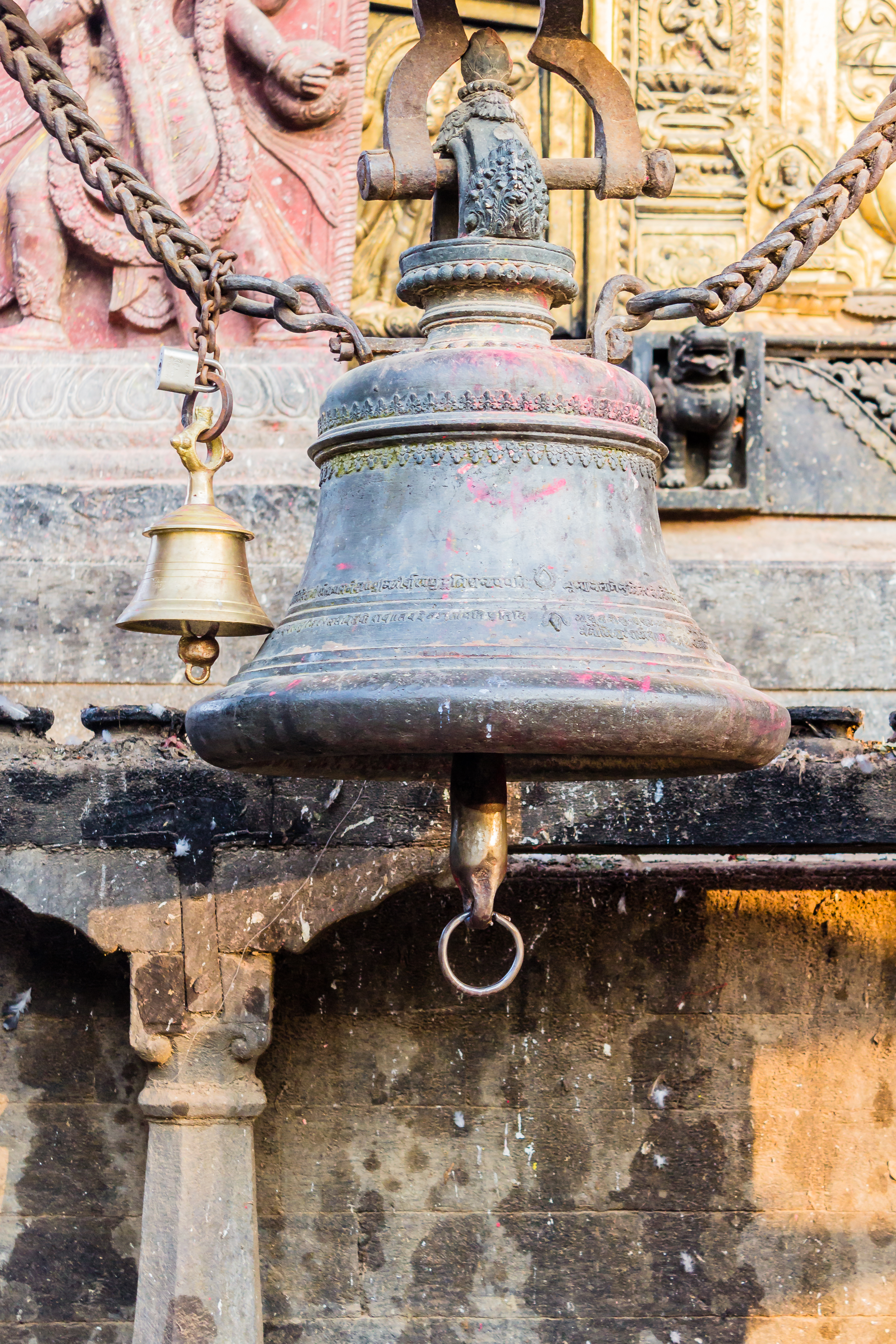
Ghanta pequeño y grande en el templo de Changu Narayan, Nepal.

Ghanta (en sánscrito: घण्टा, IAST: ghaṇṭā;  en tibetano: drilbu) es el término sánscrito para designar una campana ritual utilizada en las prácticas religiosas del hinduismo. El tañido de la campana produce un sonido que se considera un auspicio. Los templos hindúes suelen tener una campana de metal colgada en la entrada y los devotos la tocan al entrar en el templo, lo que constituye una parte esencial de la preparación para el Dárshana. Poojari también hace sonar una campana durante Pūjā o Yajña – durante el ondear la luz, quemar incienso frente a la deidad, mientras la baña  y  ofrece comida o flores. Hay campanas especialmente fabricadas para producir los largos acordes del sonido Om.

## Descripción
La campana está hecha de cinco a siete metales preciosos relacionados con los planetas: plomo (Saturno), estaño (Júpiter), hierro (Marte), cobre (Venus), mercurio (Mercurio), plata (la Luna) y oro (el Sol). En el interior hay un badajo y la campana emite un sonido agudo al sonar. La parte superior del asa de la campana suele estar adornada con una figura de latón: las campanas destinadas al culto del Señor Shiva tendrán una figura de Señor Nandi, mientras que las utilizadas en el culto al Señor Vishnu o sus avatares como Rama, Narasinja o Krishna tendrán una figura de Garuda o Panchajanya shanka o Súdarshan chakra.

## Uso
En el hinduismo, las campanas suelen colgarse en la cúpula del templo, delante del garbhagriha. Generalmente, los devotos tocan la campana al entrar en el santuario. Se dice que, al tocar la campana, el devoto informa a la deidad de su llegada. El sonido de la campana se considera un auspicio, pues da la bienvenida a divinidad y disipa el mal. Se dice que el sonido de la campana desconecta la mente de los pensamientos en curso, haciendo así que la mente sea más receptiva. Se dice que tocar la campana durante la oración ayuda a controlar la mente errante y a concentrarse en la deidad.

## Mantra
En el hinduismo, el mantra cantado mientras se toca la campana es:
Aagamaardhamtu devaanaam gamanaardhamtu rakshasaam, Kuru ghantaaravam krutva devataahvaana lanchanam = «Toco esta campana indicando la invocación de la divinidad, para que entren las fuerzas virtuosas y nobles; y se marchen las fuerzas demoníacas y malignas, de dentro y de fuera.»

## Visión del yoga
Desde la perspectiva del Kundalini yoga, el sonido de una campana energiza los chakras y equilibra la distribución de la energía en el cuerpo. Además, el número de veces que la campana debe sonar depende del número de letras en el mantra; en consecuencia, la campana debe sonar 8, 16, 24 o 32 veces. En Silpa Shastras se menciona que la campana debe estar hecha de panchaloha,cinco metales, a saber, cobre, plata, oro, zinc y hierro. Estos cinco metales representan el pancha bhoota.

## Simbolismo
Las campanas tienen un significado simbólico en el hinduismo. El cuerpo curvo de la campana representa Ananta. El badajo o lengüeta de la campana representa a Sarasvati, que es la diosa de la sabiduría y el conocimiento. El mango de la campana representa Qì, el poder vital y está simbólicamente vinculado a Hánuman, Garuda, Nandi o Súdarshan chakra.

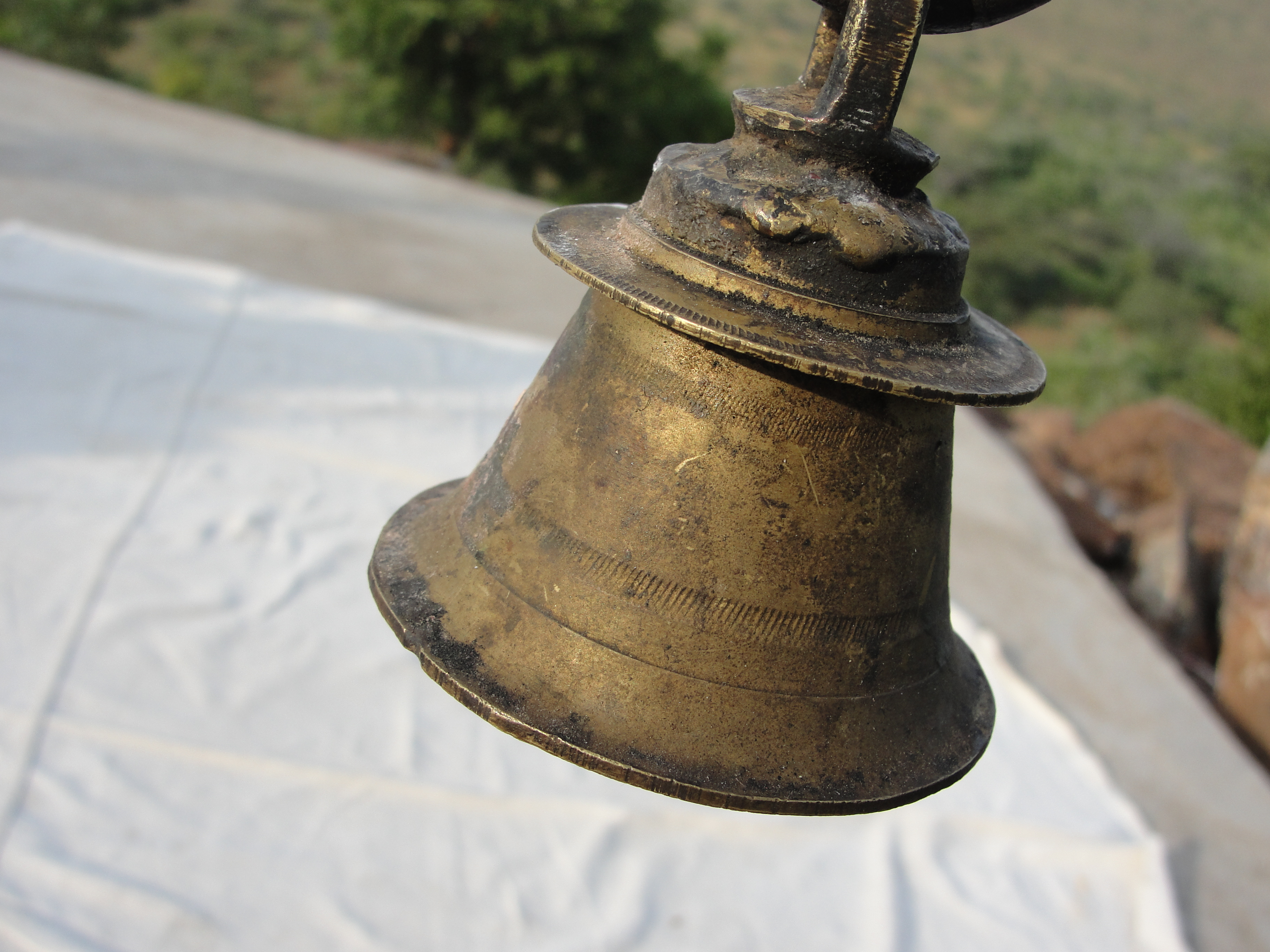
Una ghanta colgante en un templo de Tamil Nadu.
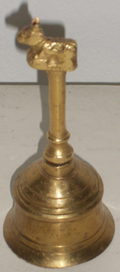
Un nandi ghanta o ghanta de mano del sur de la India con Lord Nandi representado en el mango.
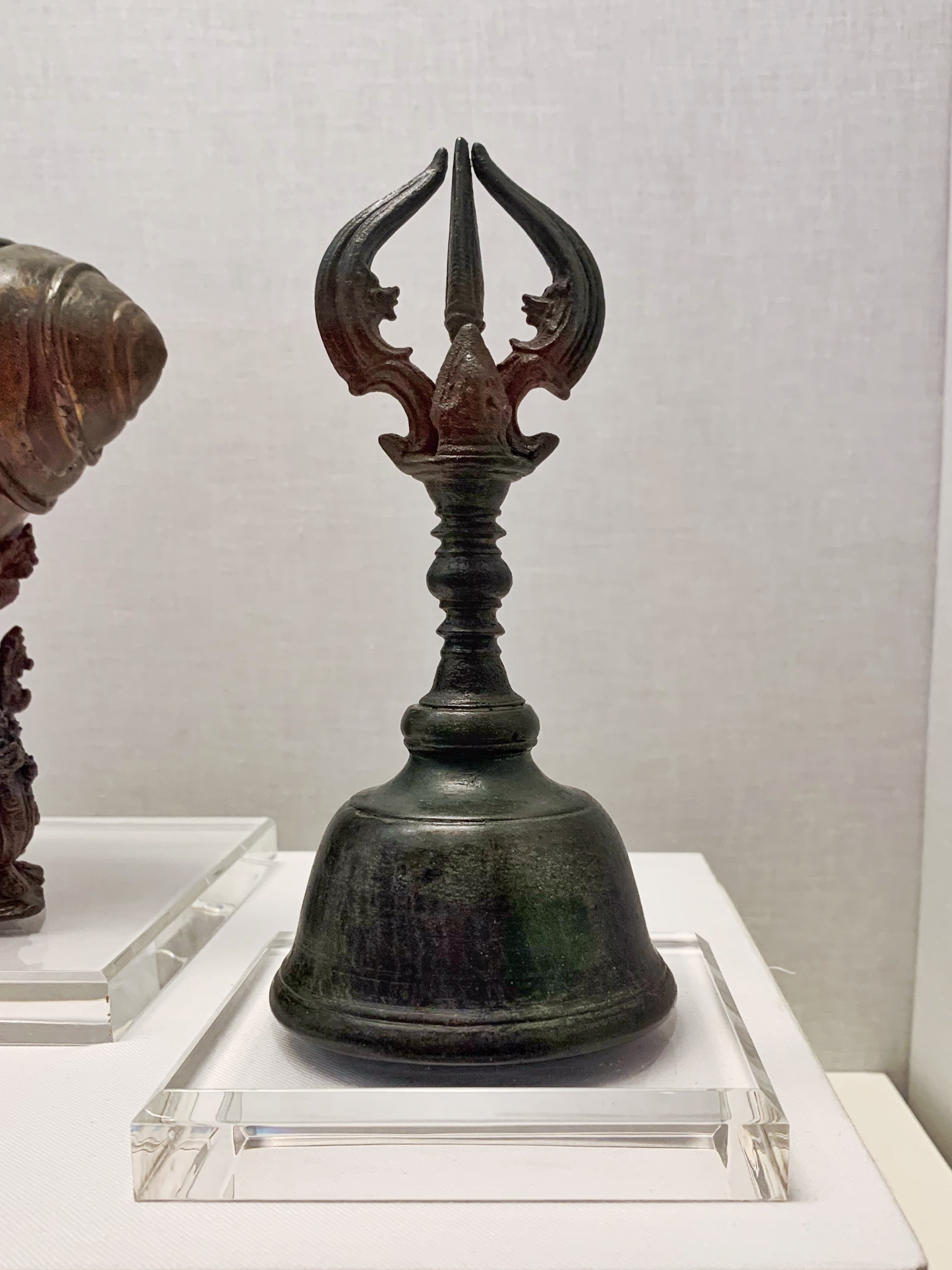
Una Srivijaya de mano vajra ghanta o ghanta con Vajra como mango.
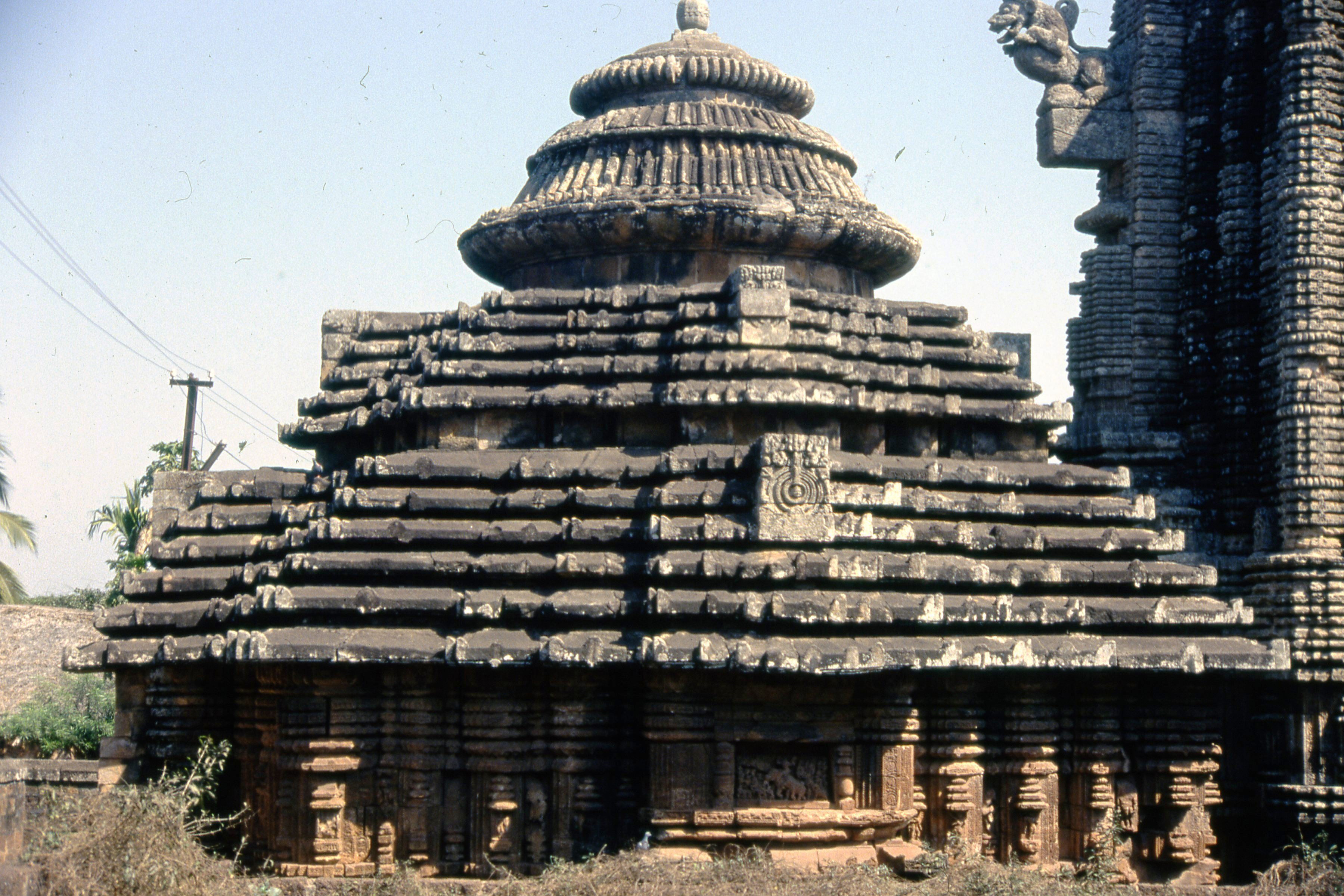
Un Mandapa en Odisha con un Shikhara en forma de ghanta.